# IC 5244
IC 5244 est une vaste galaxie spirale située dans la constellation du Toucan. Sa vitesse par rapport au fond diffus cosmologique est de 3 358 ± 12 km/s, ce qui correspond à une distance de Hubble de 49,5 ± 3,5 Mpc (∼161 millions d'al). Cette galaxie a été découverte par l'astronome américain DeLisle Stewart en 1899.
La classe de luminosité d'IC 5244 est II et elle présente une large raie HI.  Elle renferme également des régions d'hydrogène ionisé.

## Groupe de NGC 7329
Selon A. M. Garcia, IC 5244 est membre du groupe de NGC 7329. Ce groupe de galaxies renferme au moins 11 membres. Les autres galaxies sont NGC 7329, NGC 7358, NGC 7408, NGC 7417, les galaxies IC 5222, IC 5227, IC 5250, IC  5266 et IC 5272 de l'Index Catalogue, et ESO 109-32.